# Pseudoparenchym
Pseudoparenchym je houbové nepravé pletivo, které je sice složeno z hyf, ale ty ztratily vláknitý charakter a nahloučily se do kompaktního útvaru. Buňky jsou oválného tvaru a připomínají parenchym rostlin. Na rozdíl od parenchymu však nevznikají díky meristematickému dělení. 
Pseudoparenchym je například základem plodnice holubinek.  
Za pseudoparenchmatickou je však považována i pletivná stélka řas.